# Molophilus lieftincki
Molophilus lieftincki là một loài ruồi trong họ Limoniidae. Chúng phân bố ở miền Australasia.